# Cholpon (cràter)
Cholpon és un cràter d'impacte en el planeta Venus de 6,3 km de diàmetre. Porta el nom d'un antropònim kirguís, i el seu nom va ser aprovat per la Unió Astronòmica Internacional el 1997.